# Aachener Turn- und Sportverein Alemannia 1900 1986-1987
Questa voce raccoglie le informazioni riguardanti l'Aachener Turn- und Sportverein Alemannia 1900 nelle competizioni ufficiali della stagione 1986-1987.

## Stagione
Nella stagione 1986-1987 l'Alemannia, allenato da Werner Fuchs, concluse il campionato di 2. Bundesliga al 5º posto. In Coppa di Germania l'Alemannia fu eliminato agli ottavi di finale dal Borussia M'gladbach.

## Rosa
| N. |                     | Ruolo | Calciatore          |
| -- | ------------------- | ----- | ------------------- |
|    | Germania (bandiera) | P     | Heinz Böhmann       |
|    | Germania (bandiera) | P     | Johannes Kau        |
|    | Germania (bandiera) | D     | Norbert Dörmann     |
|    | Germania (bandiera) | D     | Eugen Hach          |
|    | Germania (bandiera) | D     | Mike Kahlhofen      |
|    | Germania (bandiera) | D     | Johannes Nelles     |
|    | Germania (bandiera) | D     | Bernhard Olck       |
|    | Germania (bandiera) | D     | Peter Ritter        |
|    | Germania (bandiera) | C     | Norbert Buschlinger |
|    | Germania (bandiera) | C     | Holger Gresens      |
|    | Germania (bandiera) | C     | Theo Gries          |
|    | Spagna (bandiera)   | C     | Jo Montanes         |

| N. |                        | Ruolo | Calciatore        |
| -- | ---------------------- | ----- | ----------------- |
|    | Germania (bandiera)    | C     | Ralf Jörres       |
|    | Germania (bandiera)    | C     | Pascal Notthoff   |
|    | Germania (bandiera)    | C     | Peter Sitek       |
|    | Germania (bandiera)    | A     | Achim Haucke      |
|    | Germania (bandiera)    | A     | Uwe Höfer         |
|    | Germania (bandiera)    | A     | Mario Krohm       |
|    | Paesi Bassi (bandiera) | A     | Jeffrey Rosenau   |
|    | Germania (bandiera)    | A     | Gernot Ruof       |
|    | Germania (bandiera)    | A     | Thorsten Schmitz  |
|    | Germania (bandiera)    | A     | Peter Sendscheid  |
|    | Germania (bandiera)    | A     | Egbert Zimmermann |

## Organigramma societario
Area tecnica
- Allenatore: Werner Fuchs
- Allenatore in seconda:
- Preparatore dei portieri:
- Preparatori atletici:

## Calciomercato

### Sessione estiva
| Acquisti | Acquisti          | Acquisti      | Acquisti |
| R.       | Nome              | da            | Modalità |
| -------- | ----------------- | ------------- | -------- |
| D        | Norbert Dörmann   | RW Oberhausen |          |
| D        | Mike Kahlhofen    | Hessen Kassel |          |
| C        | Pascal Notthoff   | Duisburg      |          |
| A        | Egbert Zimmermann | Darmstadt     |          |

| Cessioni | Cessioni          | Cessioni            | Cessioni |
| R.       | Nome              | a                   | Modalità |
| -------- | ----------------- | ------------------- | -------- |
| A        | Günter Delzepich  | Sturm Graz          |          |
| C        | Andreas Brandts   | Borussia M'gladbach |          |
| D        | Friedhelm Frenken | Homburg             |          |
| A        | Michael Gercke    | Wattenscheid 09     |          |
| P        | Valentin Herr     | Vikt. Aschaffenburg |          |

### Sessione invernale
| Acquisti | Acquisti | Acquisti | Acquisti |
| R.       | Nome     | da       | Modalità |
| -------- | -------- | -------- | -------- |

| Cessioni | Cessioni | Cessioni | Cessioni |
| R.       | Nome     | a        | Modalità |
| -------- | -------- | -------- | -------- |

## Risultati

### 2. Bundesliga

#### Girone di andata
| Arbitro: | Theobald |

|            |           |              |
| Kunkel 36’ | Marcatori | 24’ Notthoff |

| Arbitro: | Boos |

|               |           |  |
| Zimmermann 7’ | Marcatori |  |

| Arbitro: | Gangkofer |

|                           |           |          |
| Schaub 56’ (rig.) Löw 84’ | Marcatori | 60’ Ruof |

| Arbitro: | Kruse |

|            |           |               |
| Haucke 39’ | Marcatori | 83’ Bargfrede |

| Arbitro: | Barnick |

|                    |           |  |
| Gries 22’ Ruof 90’ | Marcatori |  |

| Arbitro: | Schmidhuber |

|           |           |                    |
| Baier 47’ | Marcatori | 27’ Ruof 81’ Gries |

| Arbitro: | Kasper |

|                  |           |  |
| Gries 89’ (rig.) | Marcatori |  |

| Arbitro: | Malbranc |

|  |           |            |
|  | Marcatori | 78’ Haucke |

| Arbitro: | Berg |

|                        |           |         |
| Ruof 5’ Sendscheid 23’ | Marcatori | 80’ Dum |

| Arbitro: | Kriegelstein |

|           |           |  |
| Reich 74’ | Marcatori |  |

| Arbitro: | Dellwing |

|                                           |           |  |
| Ruof 46’, 84’ Ritter 66’ Gries 73’ (rig.) | Marcatori |  |

| Arbitro: | Amerell |

|                        |           |           |
| Brace 3’ Schneider 31’ | Marcatori | 89’ Gries |

| Arbitro: | Harder |

|          |           |  |
| Ruof 69’ | Marcatori |  |

| Arbitro: | Strigel |

|  |           |                   |
|  | Marcatori | 5’ Gries 65’ Ruof |

| Arbitro: | Broska |

|                                                    |           |                |
| Gries 14’ Kahlhofen 22’ Gresens 39’ Zimmermann 88’ | Marcatori | 83’ Kurtenbach |

| Arbitro: | Müller |

|               |           |  |
| Baranowski 7’ | Marcatori |  |

| Arbitro: | Mierswa |

|                   |           |           |
| Ruof 6’ Gries 78’ | Marcatori | 75’ Simon |

| Arbitro: | Rubel |

|           |           |           |
| Török 12’ | Marcatori | 14’ Gries |

| Arbitro: | Wittke |

|  |           |                     |
|  | Marcatori | 69’ Schatzschneider |

#### Girone di ritorno
| Arbitro: | Kriegelstein |

|  |           |                |
|  | Marcatori | 49’ Tschiskale |

| Arbitro: | Gabor |

|           |           |                       |
| Wilke 17’ | Marcatori | 31’ Gries 76’ Gresens |

| Arbitro: | Malbranc |

|           |           |           |
| Gries 67’ | Marcatori | 31’ Weber |

| Amburgo 28 febbraio 1987, ore 15:00 CET 23ª giornata | St. Pauli | 0 – 0 referto | Alemannia Aquisgrana | Wilhelm-Koch-Stadion (7 000 spett.)\| Arbitro: \| Correll \| |
| Arbitro:                                             | Correll   |               |                      |                                                              |

| Arbitro: | Merk |

|              |           |                                                    |
| Schröder 62’ | Marcatori | 33’ Ruof 45’, 83’ Olck 63’ Notthoff 86’ Zimmermann |

| Arbitro: | Neumann |

|                                   |           |             |
| Sitek 10’ Ruof 28’, 90’ Gries 47’ | Marcatori | 41’ Schäfer |

| Arbitro: | Brehm |

|                         |           |                   |
| Labbadia 1’ Posniak 17’ | Marcatori | 5’ Gries 90’ Ruof |

| Aquisgrana 4 aprile 1987, ore 15:00 CEST 27ª giornata | Alemannia Aquisgrana | 0 – 0 referto | Rot-Weiss Essen | Stadio Tivoli (8 000 spett.)\| Arbitro: \| Diekert \| |
| Arbitro:                                              | Diekert              |               |                 |                                                       |

| Arbitro: | Fux |

|                         |           |          |
| Jurgeleit 19’ Hotić 21’ | Marcatori | 54’ Hach |

| Arbitro: | Amerell |

|                                 |           |                      |
| Gries 50’ (rig.) Krohm 71’, 81’ | Marcatori | 59’, 90’ Grillemeier |

| Arbitro: | Mierswa |

|                          |           |                    |
| Trapp 13’ Schütterle 56’ | Marcatori | 15’ Gries 62’ Hach |

| Aquisgrana 2 maggio 1987, ore 15:00 CEST 31ª giornata | Alemannia Aquisgrana | 0 – 0 referto | Saarbrücken | Stadio Tivoli (1 000 spett.)\| Arbitro: \| Weber \| |
| Arbitro:                                              | Weber                |               |             |                                                     |

| Arbitro: | Schäfer |

|             |           |              |
| Schömann 4’ | Marcatori | 90’ Notthoff |

| Arbitro: | Birlenbach |

|          |           |  |
| Ruof 86’ | Marcatori |  |

| Arbitro: | Löwer |

|                                       |           |                          |
| Kurtenbach 17’, 80’ Nelles 85’ (aut.) | Marcatori | 22’ Gries 54’ Zimmermann |

| Arbitro: | Rubel |

|                    |           |           |
| Olck 39’ Gries 77’ | Marcatori | 68’ Loose |

| Arbitro: | Harder |

|                      |           |  |
| Spies 13’ Böpple 86’ | Marcatori |  |

| Arbitro: | Kasper |

|                    |           |            |
| Sitek 17’ Ruof 41’ | Marcatori | 55’ Sippel |

| Arbitro: | Brehm |

|              |           |  |
| Pförtner 77’ | Marcatori |  |

### Coppa di Germania
| Brema 29 agosto 1986, ore 20:00 CEST Primo turno | Werder Brema | 0 – 0 (d.t.s.) referto | Alemannia Aquisgrana | Weserstadion (5 989 spett.)\| Arbitro: \| Jupe \| |
| Arbitro:                                         | Jupe         |                        |                      |                                                   |

| Arbitro: | Steinborn |

|                                                                |                      |                                                                           |
| Gries Kahlhofen Ruof Olck Buschlinger Kau Ritter Hach Notthoff | Tiri di rigore 7 – 6 | Kutzop Burgsmüller Schaaf Meier Ordenewitz Hermann Votava Sauer Burdenski |

| Arbitro: | Puchalski |

|                                               |           |  |
| Ruof 22’ Olck 52’ Zimmermann 54’ Notthoff 80’ | Marcatori |  |

| Arbitro: | Tritschler |

|  |           |                    |
|  | Marcatori | 99’, 111’ Bakalorz |

## Statistiche

### Statistiche di squadra
| Competizione      | Punti | In casa | In casa | In casa | In casa | In casa | In casa | In trasferta | In trasferta | In trasferta | In trasferta | In trasferta | In trasferta | Totale | Totale | Totale | Totale | Totale | Totale | DR  |
| Competizione      | Punti | G       | V       | N       | P       | Gf      | Gs      | G            | V            | N            | P            | Gf           | Gs           | G      | V      | N      | P      | Gf     | Gs     | DR  |
| ----------------- | ----- | ------- | ------- | ------- | ------- | ------- | ------- | ------------ | ------------ | ------------ | ------------ | ------------ | ------------ | ------ | ------ | ------ | ------ | ------ | ------ | --- |
| 2. Bundesliga     | 46    | 19      | 13      | 4       | 2       | 31      | 12      | 19           | 5            | 6            | 8            | 24           | 24           | 38     | 18     | 10     | 10     | 55     | 36     | +19 |
| Coppa di Germania | -     | 3       | 1       | 1       | 1       | 4       | 2       | 1            | 0            | 1            | 0            | 0            | 0            | 4      | 1      | 2      | 1      | 4      | 2      | +2  |
| Totale            | 46    | 22      | 14      | 5       | 3       | 35      | 14      | 20           | 5            | 7            | 8            | 24           | 24           | 42     | 19     | 12     | 11     | 59     | 38     | +21 |

### Andamento in campionato
| Giornata  | 1 | 2 | 3  | 4  | 5 | 6 | 7 | 8 | 9 | 10 | 11 | 12 | 13 | 14 | 15 | 16 | 17 | 18 | 19 | 20 | 21 | 22 | 23 | 24 | 25 | 26 | 27 | 28 | 29 | 30 | 31 | 32 | 33 | 34 | 35 | 36 | 37 | 38 |
| --------- | - | - | -- | -- | - | - | - | - | - | -- | -- | -- | -- | -- | -- | -- | -- | -- | -- | -- | -- | -- | -- | -- | -- | -- | -- | -- | -- | -- | -- | -- | -- | -- | -- | -- | -- | -- |
| Luogo     | T | C | T  | C  | C | T | C | T | C | T  | C  | T  | C  | T  | C  | T  | C  | T  | C  | C  | T  | C  | T  | T  | C  | T  | C  | T  | C  | T  | C  | T  | C  | T  | C  | T  | C  | T  |
| Risultato | N | V | P  | N  | V | V | V | V | V | P  | V  | P  | V  | V  | V  | P  | V  | N  | P  | P  | V  | N  | N  | V  | V  | N  | N  | P  | V  | N  | N  | N  | V  | P  | V  | P  | V  | P  |
| Posizione | 8 | 6 | 11 | 11 | 6 | 4 | 3 | 3 | 3 | 3  | 2  | 3  | 3  | 2  | 2  | 3  | 2  | 2  | 4  | 4  | 4  | 4  | 4  | 3  | 2  | 2  | 2  | 4  | 4  | 4  | 4  | 4  | 4  | 4  | 4  | 4  | 4  | 5  |

Legenda:

Luogo: C = Casa; T = Trasferta. Risultato: V = Vittoria; N = Pareggio; P = Sconfitta.

### Statistiche dei giocatori
| Giocatore      | 2. Bundesliga | 2. Bundesliga | 2. Bundesliga | 2. Bundesliga | Coppa di Germania | Coppa di Germania | Coppa di Germania | Coppa di Germania | Totale   | Totale | Totale      | Totale     |
| Giocatore      | Presenze      | Reti          | Ammonizioni   | Espulsioni    | Presenze          | Reti              | Ammonizioni       | Espulsioni        | Presenze | Reti   | Ammonizioni | Espulsioni |
| -------------- | ------------- | ------------- | ------------- | ------------- | ----------------- | ----------------- | ----------------- | ----------------- | -------- | ------ | ----------- | ---------- |
| N. Buschlinger | 27            | 0             | 2             | 0             | 3                 | 0                 | 0                 | 0                 | 30       | 0      | 2           | 0          |
| H. Böhmann     | 0             | 0             | 0             | 0             | 0                 | 0                 | 0                 | 0                 | 0        | 0      | 0           | 0          |
| G. Delzepich   | 4             | 0             | 2             | 0             | 0                 | 0                 | 0                 | 0                 | 4        | 0      | 2           | 0          |
| N. Dörmann     | 8             | 0             | 3             | 0             | 0                 | 0                 | 0                 | 0                 | 8        | 0      | 3           | 0          |
| H. Gresens     | 19            | 2             | 3             | 0             | 2                 | 0                 | 0                 | 0                 | 21       | 2      | 3           | 0          |
| T. Gries       | 37            | 17            | 3             | 0             | 4                 | 0                 | 1                 | 0                 | 41       | 17     | 4           | 0          |
| E. Hach        | 35            | 2             | 7             | 0             | 4                 | 0                 | 0                 | 0                 | 39       | 2      | 7           | 0          |
| A. Haucke      | 14            | 2             | 0             | 0             | 3                 | 0                 | 0                 | 0                 | 17       | 2      | 0           | 0          |
| U. Höfer       | 8             | 0             | 1             | 0             | 1                 | 0                 | 0                 | 0                 | 9        | 0      | 1           | 0          |
| R. Jörres      | 0             | 0             | 0             | 0             | 0                 | 0                 | 0                 | 0                 | 0        | 0      | 0           | 0          |
| M. Kahlhofen   | 36            | 1             | 7             | 0             | 4                 | 0                 | 1                 | 0                 | 40       | 1      | 8           | 0          |
| J. Kau         | 38            | 0             | 2             | 0             | 4                 | 0                 | 0                 | 0                 | 42       | 0      | 2           | 0          |
| M. Krohm       | 13            | 2             | 0             | 0             | 0                 | 0                 | 0                 | 0                 | 13       | 2      | 0           | 0          |
| J. Montanes    | 28            | 0             | 3             | 0             | 4                 | 0                 | 0                 | 0                 | 32       | 0      | 3           | 0          |
| J. Nelles      | 22            | 0             | 2             | 0             | 2                 | 0                 | 0                 | 0                 | 24       | 0      | 2           | 0          |
| P. Notthoff    | 29            | 3             | 1             | 0             | 4                 | 1                 | 0                 | 0                 | 33       | 4      | 1           | 0          |
| B. Olck        | 38            | 3             | 2             | 0             | 4                 | 1                 | 0                 | 0                 | 42       | 4      | 2           | 0          |
| P. Ritter      | 31            | 1             | 4             | 0             | 4                 | 0                 | 2                 | 0                 | 35       | 1      | 6           | 0          |
| J. Rosenau     | 0             | 0             | 0             | 0             | 0                 | 0                 | 0                 | 0                 | 0        | 0      | 0           | 0          |
| G. Ruof        | 37            | 15            | 2             | 0             | 3                 | 1                 | 0                 | 0                 | 40       | 16     | 2           | 0          |
| T. Schmitz     | 1             | 0             | 0             | 0             | 0                 | 0                 | 0                 | 0                 | 1        | 0      | 0           | 0          |
| P. Sendscheid  | 11            | 1             | 1             | 0             | 1                 | 0                 | 0                 | 0                 | 12       | 1      | 1           | 0          |
| P. Sitek       | 28            | 2             | 3             | 0             | 2                 | 0                 | 0                 | 0                 | 30       | 2      | 3           | 0          |
| E. Zimmermann  | 25            | 4             | 4             | 1             | 3                 | 1                 | 0                 | 0                 | 28       | 5      | 4           | 1          |